# Michel Leblond
Michel Leblond (10. maj 1932 – 17. december 2009) var en fransk fodboldspiller og -træner, der spillede som midtbanespiller. Han var på klubplan tilknyttet Reims og RC Strasbourg, og spillede desuden fire kampe for det franske landshold. Han var med på det franske hold ved VM i 1954 i Schweiz.

## Titler
Ligue 1
- 1953, 1955, 1958 og 1960 med Stade Reims

Coupe de France
- 1958 med Stade Reims